# Samojedi
Za pasmo psov glej: samojed.
Samojedi so sibirska nomadska ljudstva, ki živijo na obali Arktičnega oceana na severu Sibirije. Tradicionalno se ukvarjajo z lovom, rejo severnih jelenov in ribolovom.